# 206-klassen
206-klassen var en klasse af ubåde der fra 1969 blevet bygget til Deutsche Marine og blev taget i brug i løbet af 1970'erne og er fra 1998 løbende blevet udfaset til fordel for den nyere og yderst moderne 212A-klasse. Fem enheder skulle have været solgt til Indonesien, men handelen gik ikke igennem og de berørte enheder blev i stedet hugget op.
Klassen har fundet anvendelse i den forreste kamplinje, i det kystnære rum og skulle bekæmpe overfladeskibe, andre ubåde samt fjendtligt civil skibstrafik, hvis den kolde krig skulle bryde ud i rigtig krig. Skibene blev bygget af umagnetisk stål, hvilket skulle gøre den sværere at detektere ved hjælp af en MAD-sensor, samt eliminere truslen fra magnetiske miner.
I slutningen af 1980erne til starten af 1990erne blev 12 enheder af klassen opgraderet og blev herefter kaldt 206A-klassen. De udvalgte ubåde blev udstyret med en ny STN Atlas DBQS-21D sonar, sammen med nye periskoper, og et nyt ildledelsessystem (LEWA). ESM-systemet blev udskiftet og der blev installeret et GPS-navigationssystem. Ubådene fik udskiftet de gamle DM2A1 Seeaal torpedoer og blev udstyret med moderne torpedoer (DM2A3 Seehecht) samtidig med at fremdrivningssystemet fik en gennemgribende renovering. Slutteligt fik også besætningens indkvartering et væsentligt løft.
Den 1. juni 2010 blev det meddelt at grundet Deutsche Marines anstrengte økonomi havde man valgt at nedlægge 206-klassen fra dags dato
| Pennant        | Navn               | Kølen lagt        | Søsat              | Indgået           | Skæbne                                                                                  | Kaldesignal |
| -------------- | ------------------ | ----------------- | ------------------ | ----------------- | --------------------------------------------------------------------------------------- | ----------- |
| S192           | U13                | 15. november 1969 | 28. september 1971 | 19. april 1973    | Udgået 23. september 1997. Overførsel til Indonesien annulleret, efterfølgende skrottet | DRDG        |
| S193           | U14                | 1. marts 1970     | 28. september 1971 | 19. april 1973    | Udgået 23. september 1997. Overførsel til Indonesien annulleret, efterfølgende skrottet | DRDH        |
| S194           | U15                | 1. juni 1970      | 1. februar 1972    | 17. juli 1974     | Udgået 1. juni 2010                                                                     | DRDI        |
| S195           | U16                | 1. november 1970  | 29. august 1972    | 9. november 1973  | Udgået 1. juni 2010, benyttes som reservedele til Colombia                              | DRDJ        |
| S196           | U17                | 1. oktober 1970   | 10. oktober 1972   | 28. november 1973 | Udgået 1. juni 2010                                                                     | DRDK        |
| S197           | U18                | 1. april 1971     | 31. oktober 1972   | 19. december 1973 | Udgået 1. juni 2010, benyttes som reservedele til Colombia                              | DRDL        |
| S198           | U19                | 5. januar 1971    | 31. oktober 1972   | 9. november 1973  | Udgået 23. august 1998. Overførsel til Indonesien annulleret, efterfølgende skrottet    | DRDM        |
| S199           | U20                | 3. september 1971 | 16. marts 1973     | 24. maj 1974      | Udgået 26. september 1996 Overførsel til Indonesien annulleret, efterfølgende skrottet  | DRDN        |
| S170           | U21                | 15. april 1971    | 16. janauar 1973   | 16. august 1974   | Udgået 3. juni 1998. Overførsel til Indonesien annulleret, efterfølgende skrottet       | DRDO        |
| S171           | U22                | 18. november 1971 | 27. marts 1973     | 26. juli 1974     | Udgået 18. december 2008. Skrottet i Aliaga.                                            | DRDP        |
| S-21 (ex-S172) | Intrépido (ex-U23) | 5. marts 1973     | 25. marts 1974     | 2. maj 1975       | Udgået 1. juni 2010. Solgt til Colombia                                                 | -           |
| (ex-S173)      | Indomable (ex-U24) | 20. marts 1972    | 26. juni 1973      | 16. oktober 1974  | 1. juni 2010. Solgt til Colombia                                                        | -           |
| S174           | U25                | 1. juli 1972      | 23. juli 1973      | 14. juni 1974     | 31. januar 2008. Benyttet til forsøgsplatform, efterfølgende skrottet i 2012.           | DRDS        |
| S175           | U26                | 14. juli 1972     | 20. november 1974  | 13. marts 1975    | Udgået 9. november 2005, skrottet.                                                      | DRDT        |
| S176           | U27                | 1. oktober 1971   | 21. august 1973    | 16. oktober 1974  | 13. juni 1996, skrottet.                                                                | DRDU        |
| S177           | U28                | 4. oktober 1972   | 22. januar 1974    | 18. decmber 1974  | 30. juni 2004, skrottet.                                                                | DRDV        |
| S178           | U29                | 10. januar 1972   | 5. november 1973   | 27. november 1974 | 31. december 2006, skrottet i Aliaga.                                                   | DRDW        |
| S179           | U30                | 5. december 1972  | 26. marts 1974     | 13. marts 1975    | 31. januar 2007, skrottet.                                                              | DRDX        |